# Thymallus nigrescens
Thymallus nigrescens är en fiskart som beskrevs av Dorogostaisky 1923. Thymallus nigrescens ingår i släktet Thymallus och familjen laxfiskar. Inga underarter finns listade i Catalogue of Life.